# Ivan Trebichavský
Ivan Trebichavský (23. dubna 1910 Trenčín – 16. září 1973 Montréal) byl slovenský právník, protifašistický bojovník a československý generál.

## Život
Studoval na Právnické fakultě Univerzity Komenského v Bratislavě. V roce 1936 složil vojenskou soudcovskou zkoušku u Nejvyššího vojenského soudu v Praze. V letech 1939 až 1940 byl přednostou vojenského soudu v Bratislavě. V letech 1940 až 1944 byl justičním poradcem a zástupcem velitele na Velitelství pozemního vojska branné moci Slovenské republiky v Banské Bystrici. Od konce června do konce září 1941 byl přednostou vyššího polního soudu na východní frontě. Od 19. května 1943 do 140. prosince 1943 působil (v hodnosti podplukovníka justice) u polního soudu Zajišťovací divize (od srpna 1943 přejmenované na 2. pěší divizi) na západní Ukrajině, v Bělorusku a v Itálii.
Podílel se na přípravách Slovenského národní povstání (SNP) Od 29. srpna 1944 byl předsedou hlavního vojenského soudu a zástupcem přednosty justičního oddělení velitelství 1. československém armády na Slovensku v Banské Bystrici a v Donovalech. Po přechodu SNP do hor byl v prostoru mezi Prašivou a Latiborskou hoľou velitelem jednotky justičních důstojníků. Dne 1. listopadu 1944 byl zajat. Byl vězněn v Banské Bystrici, Bratislavě a v zajateckých táborech Kaisersteinbruch a Altenburg v Německu.
Po osvobození byl dne 1. srpna 1945 povýšen do hodnosti plukovníka justice, dne 1. ledna 1946 se pak stal zástupcem prezidenta Nejvyššího vojenského soudu v Praze a dne 19. února 1947 byl povýšen do hodnosti generála justiční služby československé armády. Po politických změnách, které nastaly po únoru 1948, byl dne 26. června 1946 zbaven funkce. V dubnu 1949 emigroval do Spolkové republiky Německo a odtud do Kanady. V roce 1950 byl jako emigrant degradován. V Kanadě pracoval nejdříve pracoval v gumárenství, od roku 1956 byl vedoucím slovenského vysílání v kanadské státním rozhlase. Generálská hodnost mu byla vrácena (in memoriam) v roce 1991.

## Ocenění
- Pamětní medaile Za obranu Slovenska v březnu 1939 (slovenská medaile)

- Válečný vítězný kříž (slovenské vyznamenání)
- Řád Slovenského národního povstání 1. třídy
- Řád Slovenského národního povstání 2. třídy
- Československá medaile za zásluhy 2. stupně[2]